# 施榮恆
施榮恆，BBS，JP（1965年7月—），香港商人、香港恒通資源集團有限公司董事、前東華三院主席以及第十二屆與第十三屆上海市政協委員。他曾是上海光大房地產有限公司的董事總經理。目前擔當一些親中團體的崗位，包括中華全國歸國華僑聯合會青年委員會委員、香港廈門聯誼總會副監理事長、滬港經濟發展協會副會長以及上海海外聯誼會理事。又是獨立監察警方處理投訴委員會成員及香港中華廠商聯合會副會長。

## 背景

### 成長與事業發展
施榮恆祖籍福建省晉江市龍湖鎮南莊村。父親是著名書法家、第十一屆全國政協委員、恆通資源集團有限公司董事局主席施子清
，家有兩名胞兄和一名胞弟；大哥施榮怡、二哥施榮懷和四弟施榮忻。施榮恆早年於香港島北角春秧街居住，分別就讀蘇浙小學（1978年第25屆小六）和香港鄧鏡波書院（1983年第15屆中五）。中學畢業後入讀葵涌工業學院。他在1987年暑假時到證券行做兼職。大學畢業後被委派到中國內地發展花崗石加工生意。在1980年代末至1990年初，他隨父親與大哥到北韓經營紡織品和布匹，與一間位於遼寧省的貿易公司洽談生意。此後一直與家人擴展家族生意。他現時是香港恒通資源集團有限公司的董事，負責管理公司的合資工廠和證劵業務。2015年，施榮恆獲香港特別行政區政府頒授銅紫荊星章。
2020年，他當選香港中華廠商聯合會副會長（2021年至2023年）。

### 慈善工作
施榮恆自2003年已開始參與慈善機構事務。先於2003年擔任東華三院總理（2003年-2004年；2008年至2009年），之後逐漸由副主席（2009年至2010年度第五副主席、2010年至2011年度第四副主席、2011年至2012年度第三副主席、2012年至2013年度第二副主席和2013年至2014年度第一副主席）升為主席，兼任名譽校監。期間他歷任東華三院不同學校的校監/校董，包括東華三院黃士心小學前校監、東華三院吳祥川紀念中學辦學團體校董（2017年至2019年）及前校監（2012年至2014年）和東華三院周演森小學校監（2016年至2020年）。他在卸任主席之後，在2015年至2016年擔任東華三院顧問一職，此前為東華三院甲午年（2014至2015年度）董事局主席。另外，施榮恆於2011年與其餘兄弟合共捐出五百萬港元，支持香港浸會大學的整體發展以及其當代中國研究所的工作。

### 公職與政治
施榮恆在2015年至2017年期間獲香港政府委任為醫院管理局成員。其後在2016年5月，被中國國務院聘任為華僑大學第七屆董事會董事。同年捐款予廠商會中學設立「施榮恆先生獎學金」以鼓勵學業成績有進步的學生。2012年起，更獲中國人民政治協商會議上海市委員會委任為第十二屆上海市政協委員，到了2018年再連任第十三屆上海市政協委員。而他早於2008年已參與政協委員的事務，當時是第十屆福建省政協委員。2020年10月，施榮恆獲委任為太平紳士。
2022年，他獲委任為獨立監察警方處理投訴委員會成員。

### 馬主生涯
施榮恆在1998-1999馬季開始在香港賽馬會成為馬主，個人名下賽駒「南莊勝」、「天澤」均已退役。